# Банкерюд
Банкерюд (на шведски: Bankeryd) е град в южна Швеция, лен Йоншьопинг, община Йоншьопинг. Разположен е на западния бряг на езерото Ветерн. Намира се на около 280 km на югозапад от столицата Стокхолм и на 8 km на север от Йоншьопинг. Има жп гара. Населението на града е 8668 жители, по приблизитена оценка от декември 2017 г.